# Ой (Берг-ен-Дал)
Ой (нід. Ooij) — село в нідерландській провінції Гелдерланд. Входить до муніципалітету Берг-ен-Дал. Перша згадка про населений пункт датується 1081 роком.

## Галерея

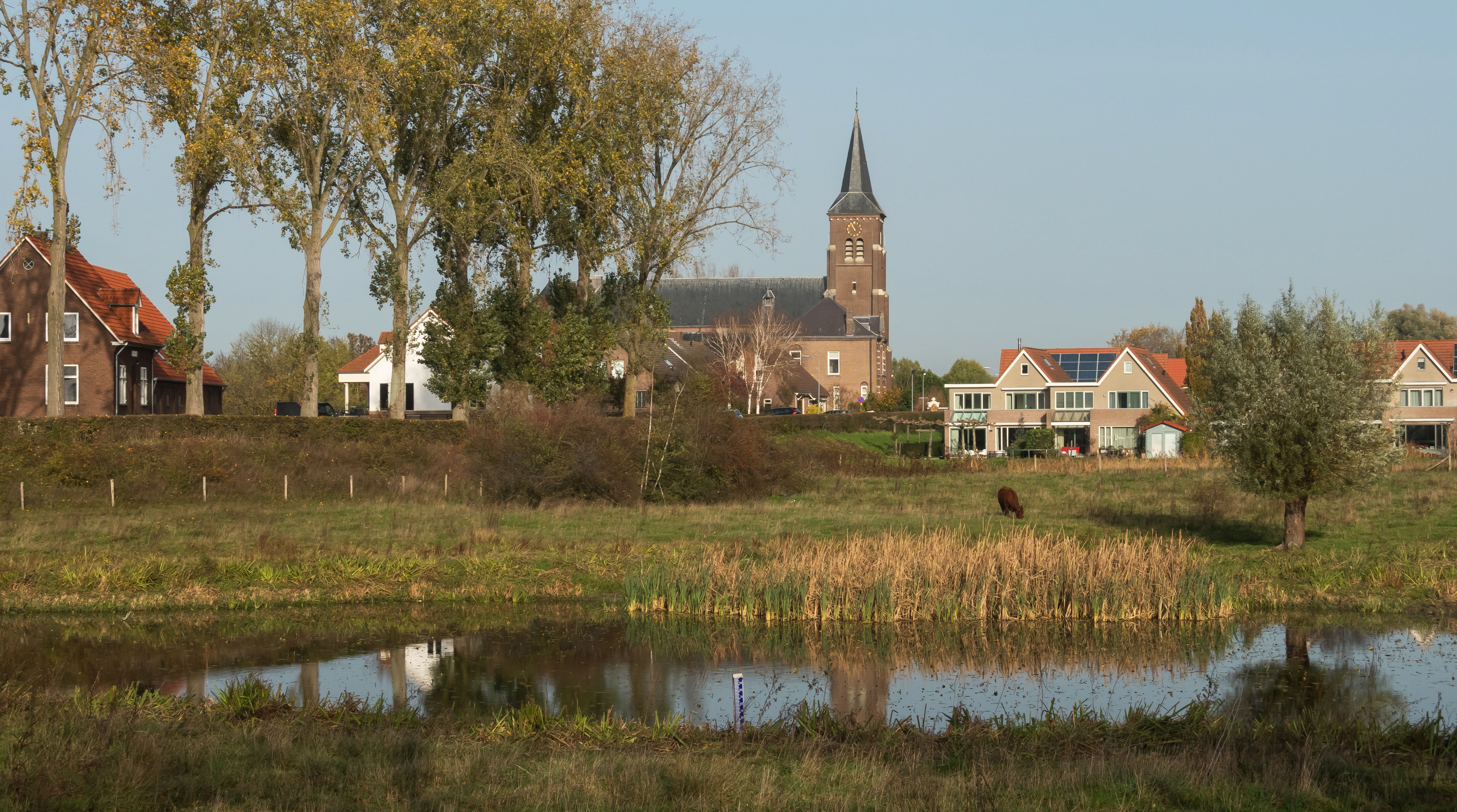
Церква св. Гкбертуса
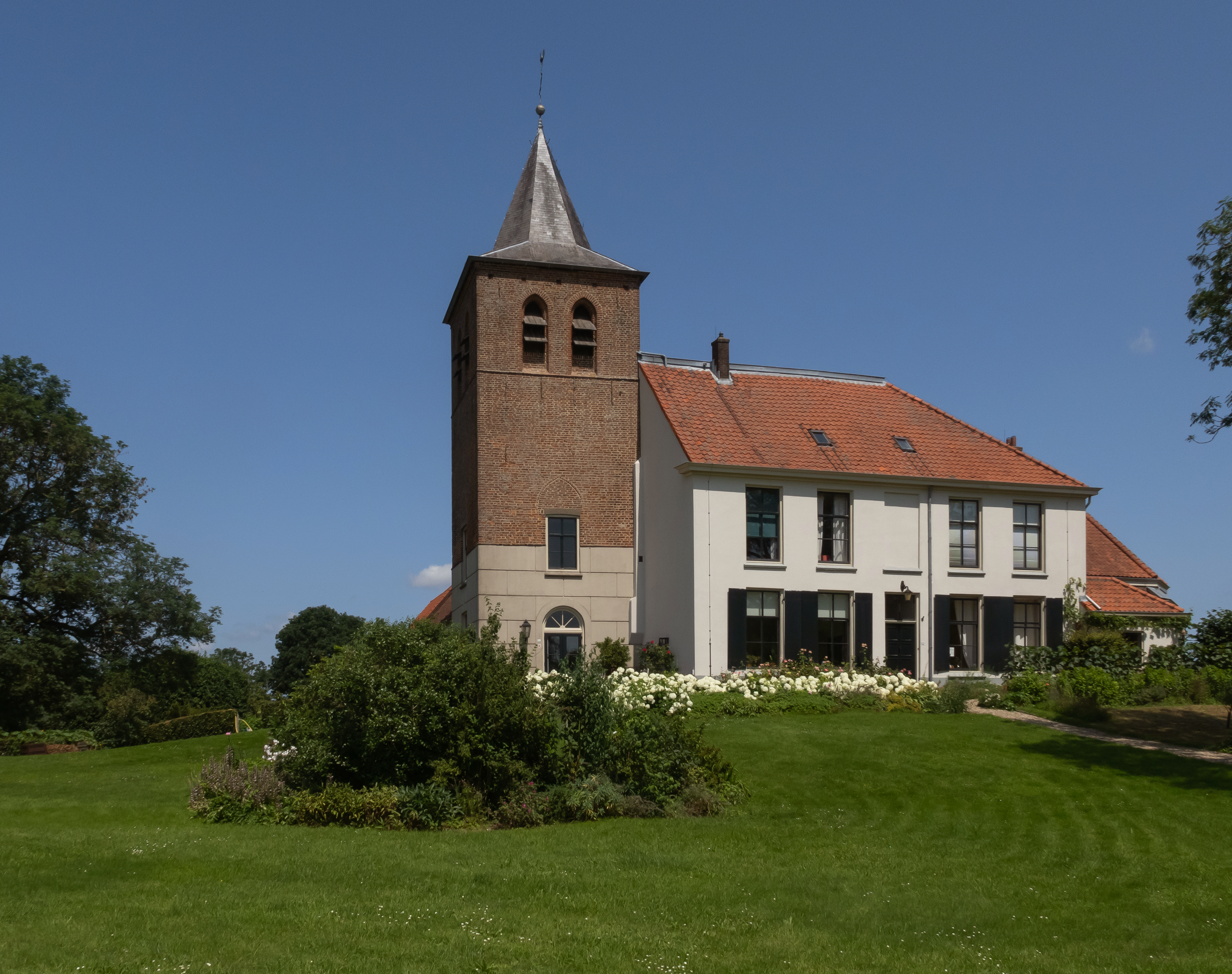
Реформістська церква
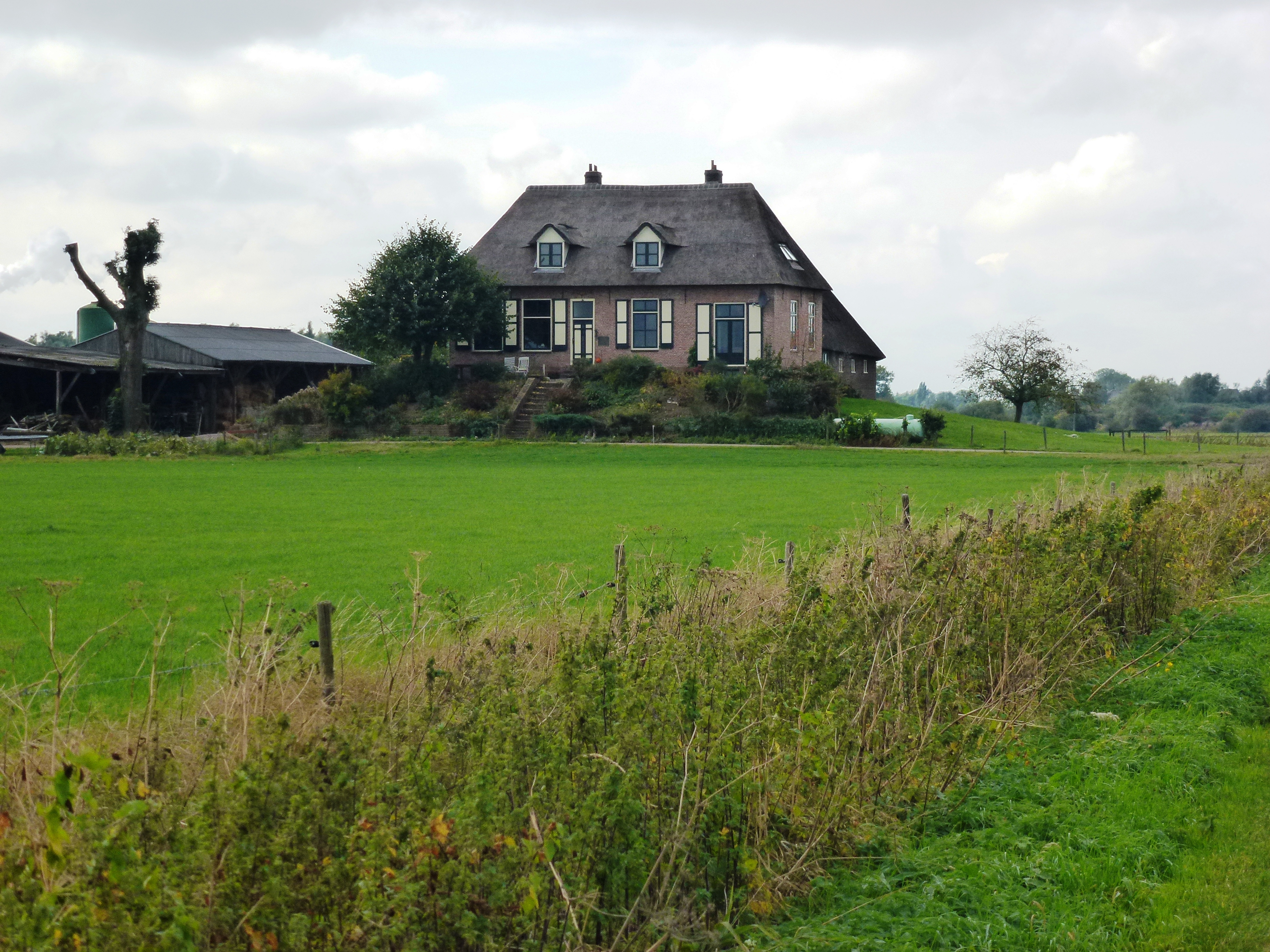
Ферма
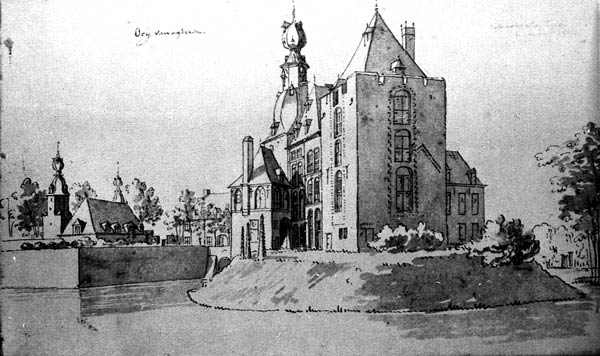
Замок Ой